# Instituto Valencia de Don Juan

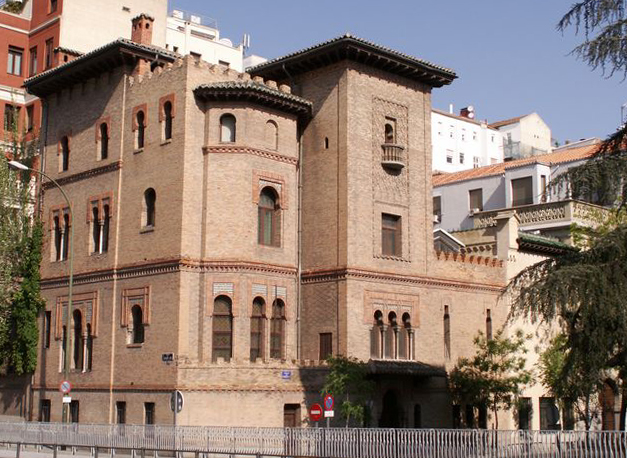
Instituto Valencia de Don Juan

Das Instituto Valencia de Don Juan ist ein Museum in der spanischen Hauptstadt Madrid. Es wurde 1916 vom Diplomaten und Archäologen Guillermo de Osma y Scull und seiner Frau Adelaida Crooke y Guzmán, einer Gräfin de Valencia de Don Juan als Stiftung für die Bewahrung ihrer ererbten und gesammelten Kunstgegenstände und Bücher eingerichtet.

## Gebäude
Das Institut befindet sich im nördlichen Madrider Bezirk Chamberí im Stadtteil Almagro in der Calle de Fortuny 43. Es ist in einem denkmalgeschützten Gebäudekomplex, der Palacete de Osma untergebracht. Den Kern des Komplexes bildet ein vom Architekten Enrique Fort im Jahr 1893 entworfenes Gebäude im Mudejarstil. 1917 erfolgte durch Vicente García Cabrera eine Erweiterung im neugotischen Stil. Der Westflügel an der Paseo de Eduardo Dato entstand 1946 nach den Plänen von Modesto López Otero.

## Sammlungen
Die Sammlung umfasst antiquarische Gegenstände wie Waffen, Münzen, Schmuck und Juwelen. Besonders erwähnenswert ist die Keramiksammlung mit Objekten aus der spanisch-arabischen Epoche und im Mudejarstil. Zudem finden sich Stoffe und flämischen Gobelins. Unter den Gemälden ist ein Werk El Grecos zu nennen, ebenso gibt es einige frühe Goya-Zeichnungen. Die Bibliothek bewahrt unter anderem rund 700 Dokumente sowie knapp 250 gebundene Manuskripte aus der Zeit zwischen 875 und 1500 auf. Ebenso findet sich eine umfangreiche Sammlung von Dokumenten aus der Zeit König Philipp II.